# Даниленко, Нина Фёдоровна
Нина Фёдоровна Даниленко (5 октября 1937, Ляховичи, Смоленская область — сентябрь 2003, Подлужье, Могилёвская область) — советский передовик производства в сельском хозяйстве. Герой Социалистического Труда (1973).

## Биография
Родилась 5 октября 1937 года в деревне Ляховичи Шумячского района, Смоленской области в крестьянской семье.
В 1951 году окончила Пневскую семилетнюю школу. С 1951 по 1956 годы работала рядовой колхозницей сельхозартели «Красная Звезда» Шумячского района.
В 1956 году Н. Ф. Даниленко переехала в деревню Подлужье Мстиславльского района Могилевской области Белорусской ССР и вступила в колхоз «XXI съезд КПСС», овладела рядом животноводческих специальностей, но особенно проявила себя в свиноводстве. Н. Ф. Даниленко умело используя свои знания, передовой опыт и достижения сельскохозяйственной науки, добилась увеличения производства свинины.
8 апреля 1971 года Указом Президиума Верховного Совета СССР «за отличие в труде и по результатам восьмой пятилетки» Н. Ф. Даниленко была награждена Орденом Ленина.
6 сентября 1973 года Указом Президиума Верховного Совета СССР «за большие успехи, достигнутые во Всесоюзном социалистическом соревновании и проявленную трудовую доблесть в выполнении принятых обязательств по увеличению производства и заготовок продуктов животноводства в зимний период 1972—1973 годов» Нина Фёдоровна Даниленко была удостоена звания Героя Социалистического Труда с вручением Ордена Ленина и золотой медали «Серп и Молот».
Помимо основной деятельности избиралась членом Мстиславского райкома КПСС и депутатом Мстиславского районного и Красногорского сельского Советов народных депутатов.
После выхода на пенсию жила в деревне Подлужье Могилевской области Республики Беларусь. Умерла в 2003 году.

## Награды
- Медаль «Серп и Молот» (6.09.1973)
- Орден Ленина (8.04.1971, 6.09.1973)
- Медаль «За трудовую доблесть» (22.03.1966)
- Медали ВДНХ